# La Noche Triste
La Noche Triste ("Noc zármutku", doslova "Smutná noc") byla bitva při španělském dobývání Aztécké říše, ve které Hernán Cortés, jeho armáda španělských conquistadorů a jejich domorodí spojenci byli vyhnáni z aztéckého hlavního města Tenochtitlánu.

## Průběh
Cortésova výprava přišla do Tenochtitlánu 8. listopadu 1519, kde je Moctezuma přijal a ubytoval v jednom z tenochtitlánských paláců. Moctezuma se chtěl své návštěvy co nejrychleji zbavit, a tak dal rozkaz pobít Cortésovu posádku na pobřeží, čímž je chtěl odlákat z města. Brzy se o tom Cortés dozvěděl a nechal přestěhovat Moctezumu II., azteckého krále (Tlatoani), do svého paláce, což z něj dělalo rukojmí. Tím si Španělé mysleli, že mají celou zemi pod kontrolou, jenže to se brzy vyvrátilo. Během následujících 98 dní se postupně stali Cortés a jeho spojenci, Tlaxcaltekové, nevítanými hosty ve městě.

### Cortés vyráží proti kubánské výpravě
V červnu roku 1520 se Cortésovi donesly zprávy o velké španělské výpravě poslané guvernérem Kuby Velázquezem, který se nehodlal smířit s Cortésovým jednáním. Vyrazil proti expedici, nechal Tenochtitlán v rukou svého věrného velitele Pedra de Alvarada. Cortés dorazil k pobřeží a porazil kubánskou výpravu vedenou Pánfilem de Narváezem. Poté co řekl zajmutým vojákům o bohatství v Tenochtitlánu, přidalo se poražené vojsko na jeho stranu, a tak posílen o Narvaezovy muže vyrazil zpět do Tenochtitlánu.

### Ztráta kontroly v Tenochtitlánu
Za Cortésovy nepřítomnosti nařídil Pedro de Alvarado pobít aztéckou šlechtu a duchovní při oslavě boha Huitzilopochtliho konající se v hlavním městském chrámě. Aztékové na to odpověděli obléháním paláce, ve kterém byli Španělé zabydleni a ve kterém byl Moctezuma stále držen v zajetí. Než Cortés dorazil do Tenochtitlánu, stihli si Aztékové zvolit nového Tlatoani jménem Cuitláhuac.
Avšak při příchodu Cortése učinili Aztékové jednu ze svých největších chyb - nechali jeho výpravu spojit se se svými spojenci v obléhaném chrámu. Španělé ve špatné zásobovací situaci a pod neustálým útokem byli zděšeni, a tak se Cortés rozhodl vyvést Moctezumu na terasu, kde se snažil uklidnit svůj lid. Ten jej následně zasypal kamením a oštěpy a zuřivě na něj nadával, neboť ho lidé viděli jako zrádce a slabocha. Podle Španělů byl zabit Aztéky, ti však tvrdí, že ho zabili Španělé.:s.294:s.90

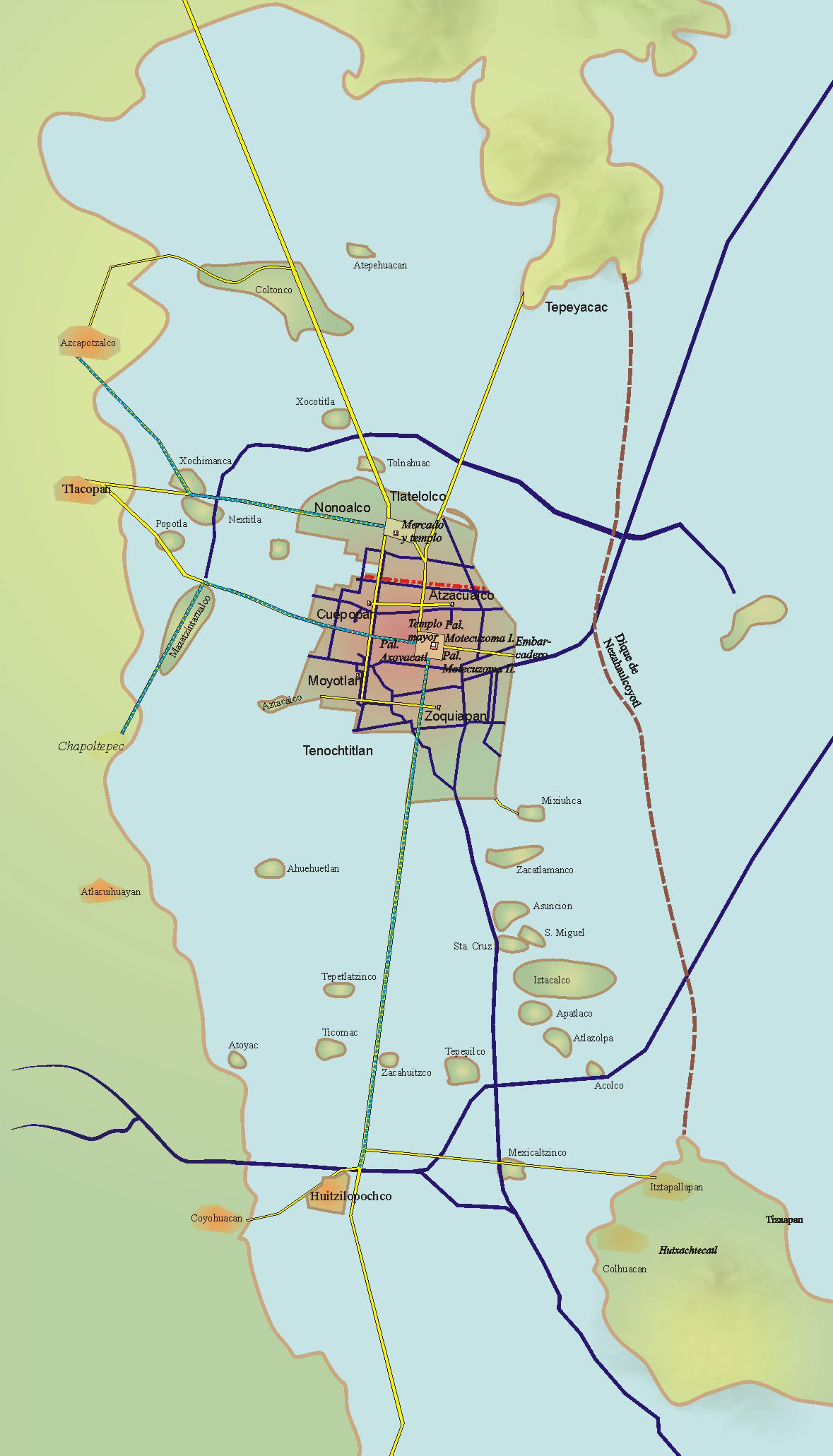
Mapa Tenochtitlanu a jeho cest vedoucích z hlavního města

S mrtvým Moctezumou věděli Cortés a Alvarado, že v situaci bez přísunu jídla a zcela obklíčeni nemohli vydržet dlouho, a tak pod neustálým útokem a s nedostatkem střelného prachu se rozhodli provést útěk z města. Aby Aztéky zaskočil, vyslal posla, jenž je měl požádat o týdenní zastavení bojů, Španělé by vrátili veškeré cennosti, kterými byli obdarováni a bylo by jim umožněno opustit město pokojně.:s.296
Aztékové poničili čtyři mosty z osmi přesypů přes kanály, které vedly z ostrovního města. Španělé tak sestrojili přenosný most, pomocí kterého mohli překročit všechny překážky. Cortés nařídil nashromáždit a zabalit tolik ukořistěného zlata, kolik ho bylo možné zabalit; španělští vojáci byli následně pozváni, aby si ze zbylé hromady vzali co nejvíce. Tohle rozhodnutí vedlo ke ztrátě několika vojáků při samotném útěku, neboť přetížení vojáci se stěží pohybovali přes kanály a ostatní překážky, jež potkali na cestě z města.:s.297,306

### Útěk z města
V noci 1. července roku 1520 opustila Cortésova armáda palác a vyrazila na západ, nejbližší východ z města, směrem k Tlacopánu. Cesta nebyla bráněná, a tak se Španělé nepozorovaně dostali z paláce ven a razili si cestu spícím městem za doprovodu hluků bouřky, jež tlumila jejich postup. Než se však dostali k prvnímu přesypu vedoucímu z města, byli spatřeni elitními „orlími válečníky“, kteří spustili poplach.:s.298,305 Poplach byl rychle šířen dále: nejprve jistou ženou, čerpající právě vodu, poté i knězem boha Huitzilopochtliho z vrchní terasy Velkého chrámu (Huēyi Teōcalli, Templo Mayor).:s.85
Boje byly zuřivé a krvavé. Jakmile se Španělé a jejich spojenci dostali k násypu, stovky kánoí se objevilo ve vodě podél nich a sužovali je. Španělé se nakonec v dešti probili přes celou cestu. Někteří z nich však kvůli svému přetížení zlatem ztratili rovnováhu a spadli do jezera, kde následně utonuli. Cortés se se svou jízdou tlačil dopředu a dorazili jako první na pevninu u Tacuby, zbytek expedice však nechali napospas nebezpečným přechodům.:s.299–300 Při pohledu na zraněné přeživší, kteří se trousili do vesnice z posledních sil, se Cortés a jeho jízda se rozhodli vrátit na cestu, kde se setkali s Pedrem de Alvarado, bez koně a těžce zraněného, za doprovodu několika Španělů a Tlaxcalteků. Podle Bernala Díaze del Castillo to byl moment, kdy se Cortésovi nahrnuly do očí slzy a uvědomil si rozměry své porážky.:s.300 Cortésovi, Alvaradovi a nejsilnějším, nejzkušenějším mužům se nakonec podařilo probít z Tenochtitlánu, byť všichni byli zakrvácení a vyčerpaní. Sám Cortés byl zraněn v boji a veškeré dělostřelectvo bylo ztraceno, stejně tak i většina koňů.:s.302
Zdroje ohledně celkového počtu ztrát expedice se neshodují. Cortés tvrdí, že 154 Španělů a okolo 2000 jeho spojenců padlo. Thoan Cano, jeden ze svědků této události, tvrdí, že zemřelo 1170 Španělů, ale tohle číslo je větší než počet Španělů, kteří se výpravy zúčastnili. Francisco López de Gómara, který se bitvy nezúčastnil, tvrdí, že padlo kolem 450 Španělů a 4000 spojenců. Diaz uvádí, že Španělé přišli o 860 vojáků, toto číslo však obsahuje i ztráty z pozdější bitvy u Otumby. Tlaxcaltekové přišli zhruba o tisíc mužů. Ztráty nebojujících účastníků výpravy byly vysoké též: 72 lidí, z toho 5 španělských žen. Mezi přeživšími ženami byly La Malinche, Doña Luisa a María Estrada.:s.302,305–306
Té noci byl rovněž zabit Moctezumův syn Chimalpopoca, dále tepanecký princ Tlaltecatzin,:s.87 král Cacamatzin a jeho tři sestry a dva bratři byli zabiti taktéž.:s.90
Událost byla nazvána La Noche Triste („Smutná noc“) kvůli zármutku, který Cortés a jeho přeživší následovatelé prožili pro ztrátu tolika životů a pokladů při útěku z Tenochtitlánu.

## Následky
Další bitvy očekávaly Španěly a jejich spojence při jejich cestě kolem severního pobřeží jezera Zumpango. O týden později proběhla bitva u Otumby nedaleko Teotihuacánu, kde bojovali s pronásledujícími Aztéky a drtivě je porazili - podle Cortése díky tomu že zabil aztéckého velitele - a umožnil tak Španělům odpočinek, který jim pomohl dosáhnout Tlaxcaly.:s.303–305
V Tlaxcale Cortés naplánoval obléhání Tenochtitlánu a konečné zničení Aztécké říše.